# Caton d'Utique (Le Pérugin)
La Caton d'Utique est une peinture du Pérugin et ses aides, une fresque (214 × 123 cm) datant de 1497, conservée dans la Sala delle Udienze del Collegio del Cambio à Pérouse (Italie). Elle représente Caton d'Utique, homme politique romain symbole d'incorruptibilité.

## Histoire
L'Arte del Cambio avait reçu l'autorisation de s'établir dans des locaux à l'extrémité du Palazzo dei Priori à partir 1452. Jusqu'en 1457 eurent lieu les travaux d'architecture et de fonctionnalité des pièces.
En 1496 fut prise la décision de faire décorer, par Le Pérugin, la Sala delle Udienze, endroit où avaient lieu les réunions et centre des activités commerciales de la corporation.
Le choix du Pérugin était motivé par le fait que l'artiste était à ce moment-là parmi les plus demandés d'Italie, responsable d'un atelier à Florence et d'un autre à Pérouse et présent en ville quand il réalisa le Polyptyque de San Pietro.
Le contrat fut signé le 26 janvier 1496, Le Pérugin travailla surtout en 1498 et termina le cycle en 1500.

## Thème
Le thème du cycle des fresques du Collegio del Cambio est la concordance entre le savoir païen et le savoir chrétien, élaboré par l'humaniste Francesco Maturanzio. Une des figures invoquées est celle de Caton d'Utique, symbole d'incorruptibilité,  représentée seule sur la paroi de droite.

## Description
La fresque est entourée d'une frise illusionniste à torsades portée par  deux colonnes carrées encadrant une niche au haut cintrée.
Sur un fond paysagé stylisé (ligne de crête et ciel dégradé de blanc à bleu vers le haut) Caton est représenté jeune, debout, la tête orientée et penchée vers la gauche, le visage rond, les lèvres fines,  portant un casque ouvragé.
En léger contrapposto, la main droite appuyée sur la hanche, il tient de sa main gauche le pommeau d'une canne pointée au sol près de son pied.
Il  porte un habit bleu couvert d'une cape rouge qui, revenant en avant sur ses jambes, est bloquée par sa main droite en appui sur sa hanche. Cette cape est bordée d'un liseré brodé et est fermée au cou par une broche.
Sous ses pieds s'étale une inscription commençant par  CATO, suivi d'une phrase  philosophique en latin dont le sens est « Peu importe qui tu sois, qui t'apprêtes à faire un discours, ou que tu rends la justice au peuple, laisse de côté les passions personnelles. Celui qui porte en son cœur amour ou haine ne peut suivre une juste voie ».

## Analyse
Le dessin est clair et bien défini, les lignes liantes, la composition sereine et plaisante caractérisée par la monumentalité marquée par la pureté des volumes des vêtements aux couleurs délicates et apaisantes, aux larges plis dans lesquels joue la lumière. 
La figure possède une idéalisation parfaite issue de l'esthétique des développements artistiques du XVIe siècle.